# Petri Manninen
Petri Juhani Manninen (* 19. Februar 1965 in Varkaus) ist ein finnischer Schauspieler.

## Leben
Petri Manninen absolvierte 1990 sein Schauspielstudium an der Universität Tampere. Seit 1991 war er regelmäßig am Finnischen Nationaltheater engagiert. Zudem war er in über 50 Film- und Fernsehproduktionen zu sehen. Für seine Darstellung in dem von Akseli Tuomivaara inszenierten Drama Korso wurde Manninen 2015 als Bester Nebendarsteller mit einem Jussi ausgezeichnet.

## Filmografie
- 1997: Der Käufliche Soldat (Palkkasoturi)
- 1997: Die Erlösung (Lunastus)
- 1999: Ambush 1941 – Spähtrupp in die Hölle (Rukajärven tie)
- 2000: Bad Luck Love
- 2012: Niko 2 – Kleines Rentier, großer Held (Niko 2: Lentäjäveljekset)
- 2014: Korso
- 2018: Wingman (Luottomies, Fernsehserie, eine Folge)